# 五一村 (巴卡伊阿塔区)
五一村（俄语：Первомайекое）是吉尔吉斯斯坦塔拉斯州巴卡伊阿塔区下辖的一个村。根据2009年吉尔吉斯共和国人口普查，全村人口为1721人。